# Schlückingen
Schlückingen ist ein Ortsteil der Gemeinde Wickede (Ruhr) und liegt an der Grenze zum Kreis Unna. Zum 31. Januar 2019 lebten 171 Menschen in Schlückingen.

## Geschichte
Erstmals urkundlich erwähnt wurde der Haupthof Schlückingen 1002. Erzbischof Heribert von Köln stiftete die Abtei Deutz; die Curtis Schlückingen wurde der Abtei als Dotation gegeben. Weiterhin wird von dem alten Hofgericht zu Schluckingen und Sunheren berichtet, das Gericht in Schlückingen hatte ein Mathias Mechelt inne.
Er ist überwiegend landwirtschaftlich geprägt.
Im Ort befindet sich die 1926 gebaute St. Josefs-Kapelle. Zuvor gab es ein Läutehäuschen, das auch heute noch steht.
Am 1. Juli 1969 wurde Schlückingen durch das Soest/Beckum-Gesetz nach Wickede (Ruhr) eingemeindet.